# Giacomo Dalla Longa
Giacomo Dalla Longa (Valdobbiadene, 16 gennaio 1943) è un politico italiano.

## Biografia
È stato sindaco di Valdobbiadene per un decennio, e successivamente presidente della Provincia di Treviso dal 1990 al 1993, alla guida di una giunta DC-PSI.